# Konklave 1922

Wappen des Kardinalkämmerers während der Sedisvakanz

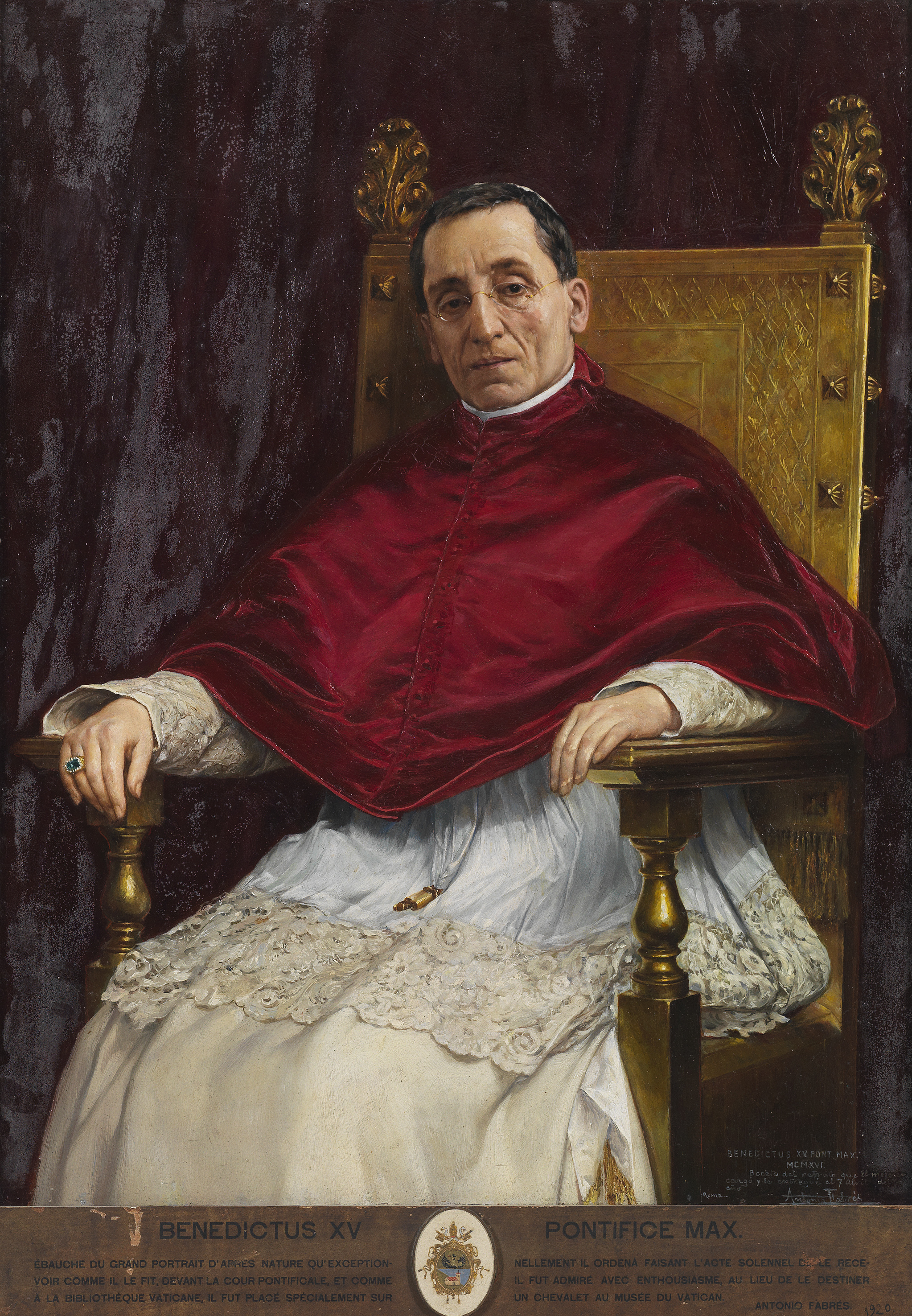
Papst Benedikt XV. †

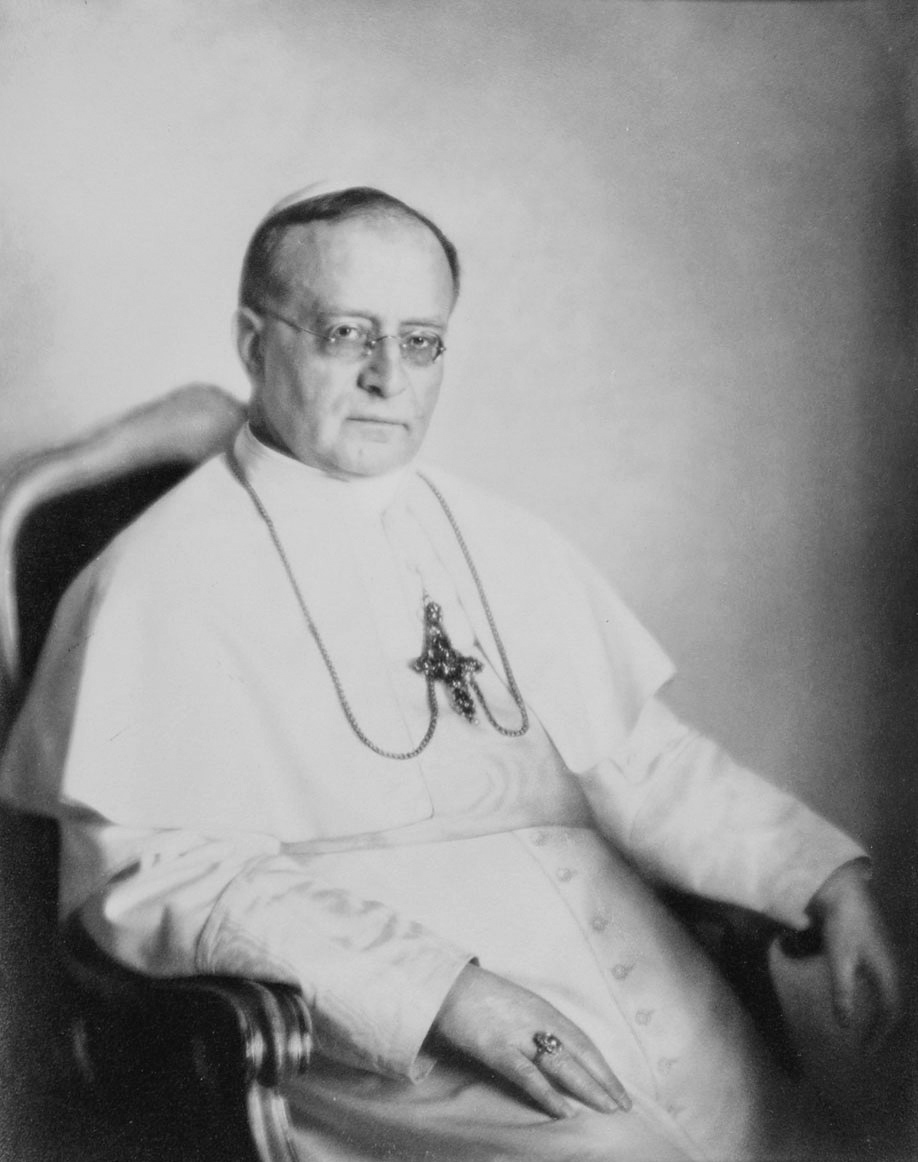
Papst Pius XI.

Das Konklave 1922 fand zwischen dem 2. und 6. Februar 1922 nach dem Tod von Papst Benedikt XV. statt. Es endete mit der Wahl des Erzbischofs von Mailand, Achille Ratti, zu Papst Pius XI.

## Verlauf
Das Konklave dauerte fünf Tage und nahm 14 Wahlgänge in Anspruch. Als papabile galten der Kardinalstaatssekretär Pietro Gasparri, der vom gemäßigten Flügel des Kardinalskollegiums unterstützt wurde, sowie der später von den konservativen zelanti um Rafael Merry del Val unterstützte Patriarch von Venedig, Pietro La Fontaine.
Im ersten Wahlgang lag Merry del Val mit zwölf Stimmen in Führung. Das mag auch daran gelegen haben, dass der niederländische Kardinal von Rossum ihn unterstützte, der meinte, dass die Zeit reif sei für einen Papst, der kein Italiener war. Ihm folgten der als Modernisierer geltende Kardinal Pietro Maffi mit 10 Stimmen, Gasparri mit 8 sowie LaFontaine und von Rossum mit je 4 Stimmen. Bereits in diesem ersten Wahlgang entfielen jedoch fünf Stimmen auf den später gewählten Kardinal Achille Ratti. Der vierte Wahlgang erbrachte dann 14 Stimmen für Merry del Val, 11 für Gasparri, 10 für Maffi und 5 für Ratti, was zeigte, dass das konservative Lager sich um Merry del Val scharte, während die Progressiven allmählich auf Gasparri übergingen. In den vier Wahlgängen am 3. Februar verschob sich das Bild grundlegend. Die Stimmen des konservativen Lagers wechselten von Merry del Val zu Pietro La Fontaine, der am Ende des Tages 22 Stimmen erzielen konnte. Umgekehrt gingen im progressiven Lager die Stimmen Maffis auf andere Kandidaten über. Am Morgen des 4. Februar schien es, als würden die beiden Protagonisten, La Fontaine und Gasparri sich wechselseitig blockieren. Im Anschluss war zu beobachten, dass es offenbar zu einer Verständigung zwischen Gasparri und Achille Ratti als Kompromisskandidaten gekommen war. Im elften Wahlgang erzielte Ratti 24 Stimmen, La Fontaine 23, während sich sechs Stimmen auf zwei weitere Kardinäle verteilten. Als das Lager um Merry de Val realisierte, dass sich La Fontaine gegen Ratti nicht würde durchsetzen können, kam es zu einem Angebot an Ratti, diesen zu unterstützen, wenn er zusicherte, Gasparri nicht im Amt des Staatssekretärs zu belassen. Unterbreitet wurde Ratti dieses Angebot durch Kardinal Gaetano De Lai. Ratti wies das Angebot zurück: Er hoffe, dass der Heilige Geist einen würdigeren Papst als ihn erwählen werde, wenn er aber gewählt werden würde, werde es Gasparri sein, den er zum Staatssekretär berufen werde. Die Kandidatur Rattis war aber nicht mehr aufzuhalten. Im vierzehnten und letzten Wahlgang erzielte er 42 Stimmen, La Fontaine 9, Laurenti 2 und De Lai 1. Der Primas von Ungarn, Kardinal Csernoch soll die vierzehn Wahlgänge und ihr Ergebnis mit den Worten kommentiert haben: "Nun haben wir Kardinal Ratti durch die 14 Kreuzwegstationen geführt und lassen ihn jetzt auf dem Kalvarienberg einsam zurück.".
Auf die Frage, ob er die Wahl annehme, antwortete Ratti auf Lateinisch sinngemäß:

„Ich will mich dem Willen Gottes nicht widersetzen und die Last nicht scheuen, die Er auf meine Schultern legen will. Auch soll man mir nicht den Vorwurf machen können, ich wüsste die Wahl meiner Amtsbrüder nicht nach Gebühr zu schätzen. Obwohl ich mir also meiner Unwürdigkeit zutiefst bewusst bin, nehme ich die Wahl an.“

Die weitere Frage, welchen Namen er tragen wolle, beantwortete er, ebenfalls sinngemäß wiedergegeben:

„Unter dem Pontifikat Pius IX. wurde ich in den Schoß der Katholischen Kirche aufgenommen, und in diese Zeit fallen auch die ersten Schritte in meiner kirchlichen Laufbahn. Pius X. berief mich nach Rom. Der Name Pius bedeutet Frieden. Auch ich will meine Kräfte der Befriedung der Welt, der sich schon mein Vorgänger, Benedikt XV., verschrieben hatte, weihen. Aus diesen Erwägungen heraus wähle ich den Namen Pius.“

## Teilnehmende Kardinäle
Am Tag, als Papst Benedikt XV. starb, gab es 60 Kardinäle. Enrique Almaraz y Santos, Erzbischof von Toledo in Spanien, war am selben Tag gestorben wie der Papst. Von den 60 wahlberechtigten Kardinälen erreichten drei Kardinäle den Vatikan erst nach dem Beginn des Konklaves und wurden nicht mehr eingelassen. Wohl auch im Hinblick hierauf verlängerte der schließlich gewählte Pius XI. die Wartefrist für den Beginn des Konklaves von zehn auf fünfzehn Tage. Vier weitere Purpurträger hatten wegen Krankheit oder Alter, aber auch wegen der Entfernung zu Rom ihre Nichtteilnahme angekündigt. An der Wahl beteiligt waren somit 53 Kardinäle. Unter ihnen waren auch drei Deutsche und zwei Österreicher.
Während der Sedisvakanz wurden diese Ämter von folgenden Personen ausgeübt:
- Camerlengo: Pietro Kardinal Gasparri
- Kardinaldekan: Vincenzo Kardinal Vannutelli
- Kardinalvikar: Basilio Kardinal Pompili
- Kämmerer des Heiligen Kardinalskollegiums: Rafael Kardinal Merry del Val

### Anwesende Kardinäle
- Frankreich: Pierre-Paulin Andrieu
- Königreich Italien: Alessio Ascalesi
- Königreich Italien: Bartolomeo Bacilieri
- Spanien: Francisco de Asís Vidal y Barraquer
- Portugal: António Mendes Bello
- Königreich Italien: Gennaro Granito Pignatelli di Belmonte
- Deutsches Reich: Adolf Bertram
- Königreich Italien: Vittorio Amedeo Ranuzzi de’ Bianchi
- Frankreich: Louis Billot
- Königreich Italien: Gaetano Bisleti
- Königreich Italien: Tommaso Pio Boggiani
- Königreich Italien: Giuseppe Francica-Nava de Bontifè
- Königreich Italien: Teodoro Valfrè di Bonzo
- Vereinigtes Königreich: Francis Alphonsus Bourne
- Königreich Italien: Ottavio Cagiano de Azevedo
- Königreich Italien: Giovanni Cagliero
- Ungarn: Ján Černoch
- Polen: Edmund Dalbor
- Königreich Italien: Gaetano De Lai
- Frankreich: Louis-Ernest Dubois
- Deutsches Reich: Michael von Faulhaber
- Österreich: Andreas Franz Frühwirth
- Königreich Italien: Pietro Gasparri
- Vereinigtes Königreich: Francis Aidan Gasquet
- Königreich Italien: Oreste Giorgi
- Polen: Aleksander Kakowski
- Königreich Italien: Pietro La Fontaine
- Königreich Italien: Camillo Laurenti
- Königreich Italien: Michele Lega
- Irischer Freistaat: Michael Logue
- Königreich Italien: Alessandro Lualdi
- Frankreich: Louis Luçon
- Königreich Italien: Nicolò Marini
- Königreich Italien: Pietro Maffi
- Frankreich: Louis-Joseph Maurin
- Belgien: Désiré-Joseph Mercier
- Königreich Italien: Alfonso Mistrangelo
- Österreich: Friedrich Gustav Piffl
- Königreich Italien: Basilio Pompili
- Königreich Italien: Giovanni Tacci Porcelli
- Königreich Italien: Francesco Ragonesi
- Königreich Italien: Achille Ratti (zu Papst Pius XI. gewählt)
- Königreich Italien: Agostino Richelmy
- Königreich Italien: Raffaele Scapinelli di Leguigno
- Spanien: Juan Soldevila y Romero
- Niederlande: Wilhelmus Marinus van Rossum
- Königreich Italien: Donato Raffaele Sbarretti Tazza
- Deutsches Reich: Karl Joseph Schulte
- Königreich Italien: Augusto Silj
- Spanien: Rafael Merry del Val
- Königreich Italien: Vincenzo Vannutelli
- Königreich Italien: Antonio Vico
- Spanien: Juan Benlloch y Vivó

### Abwesende Kardinäle
- Brasilien: Joaquim Arcoverde de Albuquerque Cavalcanti, sagte auf Grund der weiten Anreise von Brasilien nach Rom sein Kommen ab
- Kanada: Louis-Nazaire Bégin, erschien verspätet
- Spanien: José María Martín de Herrera y de la Iglesia, sagte auf Grund seines hohen Alters sein Kommen ab
- Vereinigte Staaten: Denis Joseph Dougherty, erschien verspätet
- Tschechoslowakei: Leo Skrbenský von Hříště, konnte auf Grund einer Krankheit nicht kommen
- Vereinigte Staaten: William Henry O’Connell, erschien verspätet
- Königreich Italien: Giuseppe Antonio Ermenegildo Prisco, konnte auf Grund einer Krankheit nicht kommen